# Edwin Mattison McMillan
Edwin Mattison McMillan (Redondo Beach, 18 de setembro de 1907 — El Cerrito, 7 de setembro de 1991) foi um físico norte-americano e prêmio Nobel creditado como o primeiro a produzir um elemento transurânico, o netúnio. Por essa contribuição, dividiu o Nobel de Química com Glenn Theodore Seaborg em 1951, "por suas descobertas na química dos elementos transuranianos".
Graduado pelo Instituto de Tecnologia da Califórnia, obteve seu doutorado pela Universidade de Princeton, em 1933, e juntou-se ao Laboratório de Radiação de Berkeley, onde descobriu o oxigênio-15 e berílio-10. Durante a Segunda Guerra Mundial, trabalhou no radar de microondas do Laboratório de Radiação do MIT, e no sonar do Laboratório de Rádio e Som da Marinha. Em 1942 juntou-se ao Projeto Manhattan, o esforço de guerra para criar bombas atômicas, e ajudou a estabelecer o projeto do Laboratório Nacional de Los Alamos, onde as bombas foram projetadas. Liderou equipes que trabalharam no projeto de armas nucleares do tipo balístico, e também participou do desenvolvimento da arma nuclear de implosão.
McMillan co-inventou o síncrotron com Vladimir Veksler. Em 1954 foi nomeado diretor associado do Laboratório de Radiação, sendo promovido a vice-diretor em 1958. Com a morte do físico Ernest Lawrence naquele ano, se tornou diretor, e permaneceu nessa posição até sua aposentadoria em 1973.

## Início de vida
McMillan nasceu em Redondo Beach, Califórnia, em 18 de setembro de 1907, filho de Edwin McMillan Harbaugh e sua esposa Anna Marie McMillan, nascida Mattison. Tinha uma irmã mais nova chamada Catherine Helen. Seu pai era um médico, assim como seu irmão gêmeo, e três dos irmãos de sua mãe. Em 18 de outubro de 1908, a família mudou-se para Pasadena, Califórnia, onde estudou na McKinley Elementary School entre 1913 e 1918, a Grant School entre 1918 e 1920 e, em seguida na Pasadena High School, na qual graduou-se em 1924.
O Instituto de Tecnologia da Califórnia (Caltech) ficava apenas uma milha de sua casa, e lá ele participou de algumas das palestras públicas. McMillan ingressou na Caltech em 1924. Fez um projeto de pesquisa de graduação com Linus Pauling e recebeu seu título de bacharel (Bachelor of Science) em 1928 e seu grau de mestre (Master of Science) em 1929, escrevendo uma tese inédita sobre "Um método melhorado para a determinação do teor de rádio das rochas". Então adquiriu seu título de doutorado pela Universidade de Princeton em 1933, escrevendo sua tese sobre a "Deflexão de uma Viga de Moléculas de HCI em um Campo Elétrico Não-Homogêneo", sob a orientação de Edward Condon.

## Laboratório Nacional de Lawrence
Em 1932, McMillan foi premiado com uma bolsa de estudos do Conselho Nacional de Pesquisa, o que lhe permitiu estudar em uma universidade de sua escolha para o estudo de pós-doutorado. Ao completar seu PhD, embora não tenha sido formalmente aceito até 12 de janeiro de 1933, aceitou uma oferta de Ernest Lawrence, da Universidade da Califórnia em Berkeley, para se juntar ao Laboratório de Radiação da universidade, que ele tinha fundado no ano anterior. Lá o seu trabalho inicial envolvia tentar medir o momento magnético do próton, mas foi vencido nesse experimento por Otto Stern e Immanuel Estermann.
O principal foco do laboratório de radiação neste momento era o desenvolvimento do cíclotron, e McMillan, que foi nomeado para a faculdade em Berkeley como um instrutor em 1935, logo se envolveu no esforço. Sua habilidade com a instrumentação veio à tona, e ele contribuiu com melhorias no instrumento. Em particular, ajudou a desenvolver o processo de "calçamento", ajustando o cíclotron para produzir um campo magnético homogêneo. Trabalhando com Milton Stanley Livingston, descobriu o oxigênio-15, um isótopo de oxigênio que emite pósitrons. Para produzi-lo, eles bombardearam gás nitrogênio com deutério. Este foi misturado com hidrogênio e oxigênio para produzir água, o que depois foi recolhido como cloreto de cálcio. A radioatividade foi encontrada no concentrado de cloreto de cálcio, demonstrando que ele estava no oxigênio. Isto foi seguido por uma investigação de absorção de raios gama produzidos pelo bombardeamento de flúor com prótons.
Em 1935, McMillan, Lawrence e Robert Thornton realizaram experimentos no cíclotron com feixes de deutério que produziram uma série de resultados inesperados. Seus experimentos indicaram uma interação nuclear em energias mais baixas do que seria de se esperar de um simples cálculo da barreira de Coulomb entre um deutério e um núcleo alvo. O físico teórico da universidade Robert Oppenheimer e sua aluna de pós-graduação Melba Phillips desenvolveram o processo Oppenheimer–Phillips para explicar o fenômeno. McMillin tornou-se um professor assistente em 1936, e professor associado em 1941. Com Samuel Ruben, também descobriu o isótopo de berílio-10 em 1940. Isto foi interessante e difícil de isolar devido à sua meia-vida extraordinariamente longa, cerca de 1,39 milhões de anos.

## Descoberta de netúnio
Na sequência da descoberta da fissão nuclear em urânio por Otto Hahn e Fritz Straßmann em 1939, McMillan começou a fazer experimentos com o mesmo elemento químico. Eles bombardearam com nêutrons produzidos no Laboratório de Radiação através do cíclotron de 37 polegadas bombardeando berílio com dêuterons. Além dos produtos de fissão nuclear relatados por Hahn e Straßmann, detectaram dois isótopos radioativos incomuns, um com uma semi-vida de cerca de 2,3 dias, e a outra com cerca de 23 minutos. McMillan identificou o isótopo de curta duração como o urânio-239, que havia sido relatado por Hahn e Straßmann. Suspeitou que o outro era um isótopo de um elemento novo e desconhecido, com o número atômico 93.
Na época acreditava-se que o elemento 93 teria química semelhante ao rênio, então ele começou a trabalhar com o italiano Emilio Gino Segrè, um perito nesse elemento de sua descoberta do seu homólogo tecnécio. Ambos os cientistas começaram seu trabalho usando a teoria prevalecente, mas Segrè rapidamente determinou que a amostra de McMillan não era nada parecida com o rênio. Em vez disso, quando ele reagiu com fluoreto de hidrogênio (HF) com um forte agente oxidante presente, ele comportou-se como membros dos elementos de terras raras. Uma vez que estes compreendem uma grande porcentagem de produtos de fissão, ambos os cientistas decidiram que a meia-vida deveria ser simplesmente um outro produto de fissão, intitulando o artigo "Uma pesquisa sem Êxito de elementos transuranianos".
McMillan percebeu que seu trabalho com Segrè em 1939 tinha falhado em testar as reações químicas da fonte radioativa com rigor suficiente. Em um novo experimento, tentou submeter a substância desconhecida para HF na presença de um agente de redução, algo que não tinha feito antes. Esta reação resultou na amostra de precipitação com HF, uma ação que definitivamente afastou a possibilidade de que a substância desconhecida fosse uma terra rara. Em maio de 1940, Philip Abelson do Instituto Carnegie em Washington, D.C., que de forma independente também tinha tentado separar o isótopo com meia-vida a 2,3 dias, visitou Berkeley para férias curtas e começaram a trabalhar. Abelson observou que o isótopo com a semi-vida de 2,3 dias não têm química como qualquer elemento conhecido, mas era mais semelhante ao urânio de uma terra rara. Isto permitiu que a fonte fosse isolada e mais tarde, em 1945, levou à classificação da série actinídea. Como um passo final, McMillan e Abelson prepararam uma amostra muito maior de urânio bombardeado que tinha uma meia-vida de 23 minutos proeminente de 239U e demonstraram conclusivamente que a desconhecida meia-vida de 2,3 dias aumentou com força em conjunto com uma diminuição na atividade de 23 minutos por meio da seguinte reação:
{\displaystyle \mathrm {^{238}_{\ 92}U\ +\ _{0}^{1}n\ \longrightarrow \ _{\ 92}^{239}U\ {\xrightarrow[{23\ min}]{\beta ^{-}}}\ _{\ 93}^{239}Np\ {\xrightarrow[{2.355\ dias}]{\beta ^{-}}}\ _{\ 94}^{239}Pu} }
Isso provou que a fonte radioativa desconhecida originou-se a partir do decaimento de urânio e, juntamente com a observação anterior de que a fonte era diferente de todos os elementos quimicamente conhecidos, provou além de qualquer dúvida, que um novo elemento tinha sido descoberto. McMillan e Abelson publicaram seus resultados em um artigo intitulado Elemento Radioativo 93 na Physical Review em 27 de maio de 1940. Eles não propuseram um nome para o elemento no artigo, mas logo decidiram por netúnio visto que Netuno é o próximo planeta além de Urano no sistema solar. Ele deixou para Glenn Theodore Seaborg prosseguir a linha de pesquisa, o que levou ao segundo elemento transurânico, o plutônio. Em 1951, dividiu o Prêmio Nobel de Química com Seaborg "por suas descobertas na química dos elementos transuranianos".

## Segunda Guerra Mundial
A partida abrupta de McMillan foi causada pela eclosão da Segunda Guerra Mundial na Europa. Em novembro de 1940, começou a trabalhar no Laboratório de Radiação do MIT em Cambridge, Massachusetts, onde participou do desenvolvimento e teste de radar de microondas no ar durante o conflito militar. Realizou testes em abril de 1941 com o radar operando de um velho bombardeiro médio Douglas B-18 Bolo. Voando sobre a Base Naval de New London com Luis Walter Alvarez e o Marechal do Ar Hugh Dowding, eles mostraram que o radar foi capaz de detectar a torre de comando de um submarino parcialmente submerso. MacMillan casou-se com Elsie Walford Blumer em New Haven, em Connecticut, em 7 de junho de 1941. Seu pai era George Blumer, decano emérito da Yale School of Medicine. Sua irmã Mary era a esposa de Lawrence. O casal teve três filhos: Ann Bradford, David e Stephen Walker Mattison.
McMillan se juntou ao Laboratório de Rádio e Som da Marinha perto de San Diego em agosto de 1941. Lá ele trabalhou em um dispositivo chamado poliscópio. A ideia, que veio de Lawrence, era usar o sonar para construir uma imagem visual da água circundante. Isto provou ser muito mais difícil de se fazer com radar, por causa de objetos na água e variações na temperatura da água que causaram variações na velocidade do som. O poliscópio provou ser impraticável, e foi abandonado. No entanto também desenvolveu um dispositivo de treinamento de sonar para submarinistas, pelo qual recebeu uma patente.
Oppenheimer recrutou McMillan para participar do Projeto Manhattan, o esforço de guerra para criar bombas atômicas, em setembro de 1942. Inicialmente, comutou de volta para San Diego, onde sua família estava, e Berkeley. Em novembro acompanhou Oppenheimer em uma viagem ao Novo México onde o Los Alamos Ranch School foi escolhida como o local do laboratório de pesquisa de armas do projeto, que se tornou o Laboratório de Los Alamos. Com Oppenheimer e John Henry Manley, elaborou as especificações técnicas para os edifícios do novo laboratório. Recrutou pessoal para o projeto, incluindo Richard Feynman e Robert Rathbun Wilson, estabeleceu a área de teste conhecida como Anchor Ranch, e percorreu o país para o equipamento técnico de máquinas-ferramentas para um cíclotron.
À medida que o laboratório tomou forma, tornou-se vice-chefe das armas de fissão de tipo balístico sob o capitão da Marinha William Sterling Parsons, um especialista em munições. A arma de plutônio, de codinome Thin Man, precisava de uma velocidade de saída de pelo menos 914 metros por segundo, o que esperavam alcançar com o canhão antiaéreo da Marinha modificado com 3 polegadas. A alternativa era construir uma arma nuclear de implosão. McMillan teve interesse no início deste, observando testes deste conceito conduzidos por Seth Neddermeyer. Os resultados não foram animadores. Explosões simples resultaram em formas distorcidas. John von Neumann olhou para o programa de implosão em setembro de 1943, e propôs uma solução radical que envolvia lente explosiva. Isso exigiria especialização em explosivos, e McMillan pediu a Oppenheimer para trazer George Kistiakowsky. Kistiakowsky se juntou ao laboratório em 16 de fevereiro de 1944, e a E (Explosives) Division de Parsons foi dividida em dois, com McMillan como o delegado para as armas e Kistiakowsky como o delegado para a implosão.
Ouviu notícias perturbadoras em abril de 1944, e dirigiu-se para Pajarito Canyon para conferenciar com Segrè. O grupo do físico italiano tinha testado amostras de plutônio criados em reatores nucleares do Projeto Manhattan e descobriu que ele continha quantidades de plutônio-240, um isótopo que provoca fissão espontânea, fazendo a Thin Man impraticável. Em julho de 1944, Oppenheimer reorganizou o laboratório para fazer um esforço total em implosão. McMillan permaneceu no comando da arma do tipo balístico, que agora seria usada apenas com urânio-235. Sendo este o caso, Thin Man foi substituída por um novo projeto chamado Little Boy. Mas estava envolvido com implosão, bem como o chefe do Grupo G-3 dentro da G (Gadget) Division, que era responsável pela obtenção de medições e horários em implosão. Também serviu como elo de ligação do laboratório com o Projeto Camel, o programa de teste aéreo que estava sendo realizado pelo Caltech. Em 16 de julho de 1945, esteve presente no teste nuclear "Trinity", onde a primeira bomba de implosão foi detonada com sucesso.

## Últimos anos
Em junho de 1945, seus pensamentos começaram a se voltar aos cíclotrons. Com o tempo eles ficaram cada vez maiores. Um cíclotron de 184 polegadas estava em construção no Laboratório de Radiação, mas ele percebeu que uma utilização mais eficiente poderia ser feita da energia utilizada para acelerar partículas. Através da variação do campo magnético utilizado, as partículas poderiam ser feitas para mover em órbitas estáveis, e energias mais elevadas alcançadas com a mesma entrada de energia. Ele chamou isso de "princípio de estabilidade de fase", e o novo design de "síncrotron". Desconhecido por McMillan, o princípio do síncrotron já havia sido inventado por Vladimir Veksler, que havia publicado sua proposta em 1944. Tomou conhecimento do artigo de Veksler em outubro de 1945. Ambos começaram a se comunicar, e, eventualmente, se tornaram amigos. Em 1963, compartilhavam os Prêmio Átomos pela Paz pela invenção do síncrotron.
O princípio da fase de estabilidade foi testado com o velho cíclotron de 37 polegadas, em Berkeley, depois de McMillan voltar para o Laboratório de Radiação em setembro de 1945. Quando foi encontrado para trabalhar, o cíclotron de 184 polegadas foi modificado de forma semelhante. Tornou-se professor titular em 1946. Em 1954 foi nomeado diretor associado do Laboratório de Radiação. Foi promovido a vice-diretor em 1958. Com a morte de Lawrence naquele ano, tornou-se diretor, e permaneceu nessa posição até sua aposentadoria em 1973. O laboratório foi rebatizado de Laboratório de Radiação Lawrence em 1958. Em 1970, dividiu-se o Laboratório Lawrence Berkeley e o Laboratório Lawrence Livermore, e McMillan tornou-se diretor do primeiro.
Foi eleito para a Academia Nacional de Ciências dos Estados Unidos, em 1947, servindo como seu presidente de 1968 até 1971. Serviu no influente Comitê Consultivo Geral (General Advisory Committee — GAC) da Comissão de Energia Atômica dos Estados Unidos de 1954 até 1958, e da Comissão sobre Física de Altas Energias da União Internacional de Física Pura e Aplicada de 1960 até 1967. Após sua aposentadoria da faculdade em Berkeley, em 1974, passou os anos de 1974 e 75 no CERN, onde trabalhou no experimento g menos 2 para medir o momento magnético do múon. Foi condecorado com a Medalha Nacional de Ciências em 1990.
McMillan sofreu o primeiro de uma série de acidentes vasculares cerebrais em 1984. Morreu em sua casa em El Cerrito, Califórnia, de complicações de diabetes em 7 de setembro de 1991. Foi socorrido por sua esposa e três filhos. Sua medalha de ouro do Prêmio Nobel está no Museu Nacional de História Americana, uma divisão do Instituto Smithsoniano, em Washington, DC.

## Publicações
- McMillan, E. M."Focusing in Linear Accelerators", Laboratório de Radiação da Universidade da Califórnia, Laboratório Nacional de Lawrence Berkeley, Departamento de Energia dos Estados Unidos (através do predecessor da agência da Comissão de Energia Atômica), (24 de agosto de 1950).
- McMillan, E. M."A Thick Target for Synchrotrons and Betatrons", Laboratório de Radiação da Universidade da Califórnia, Laboratório Nacional de Lawrence Berkeley, Departamento de Energia dos Estados Unidos (através do predecessor da agência da Comissão de Energia Atômica), (19 de setembro de 1950).
- McMillan, E. M."The Transuranium Elements: Early History (Nobel Lecture)", Laboratório de Radiação da Universidade da Califórnia, Laboratório Nacional de Lawrence Berkeley, Departamento de Energia dos Estados Unidos (através do predecessor da agência da Comissão de Energia Atômica), (12 de dezembro de 1951).
- McMillan, E. M."Notes on Quadrupole Focusing", Laboratório de Radiação da Universidade da Califórnia, Laboratório Nacional de Lawrence Berkeley, Departamento de Energia dos Estados Unidos (através do predecessor da agência da Comissão de Energia Atômica), (9 de fevereiro de 1956).
- McMillan, E. M."Some Thoughts on Stability in Nonlinear Periodic Focusing Systems", Laboratório de Radiação da Universidade da Califórnia, Laboratório Nacional de Lawrence Berkeley, Departamento de Energia dos Estados Unidos (através do predecessor da agência da Comissão de Energia Atômica), (5 de setembro de 1967).
- McMillan, E. M."Some Thoughts on Stability in Nonlinear Periodic Focusing Systems [Addendum]", University of California Radiation Laboratory, Laboratório Nacional de Lawrence Berkeley, Departamento de Energia dos Estados Unidos (através do predecessor da agência da Comissão de Energia Atômica), (29 de março de 1968).